# Ethylenaminy

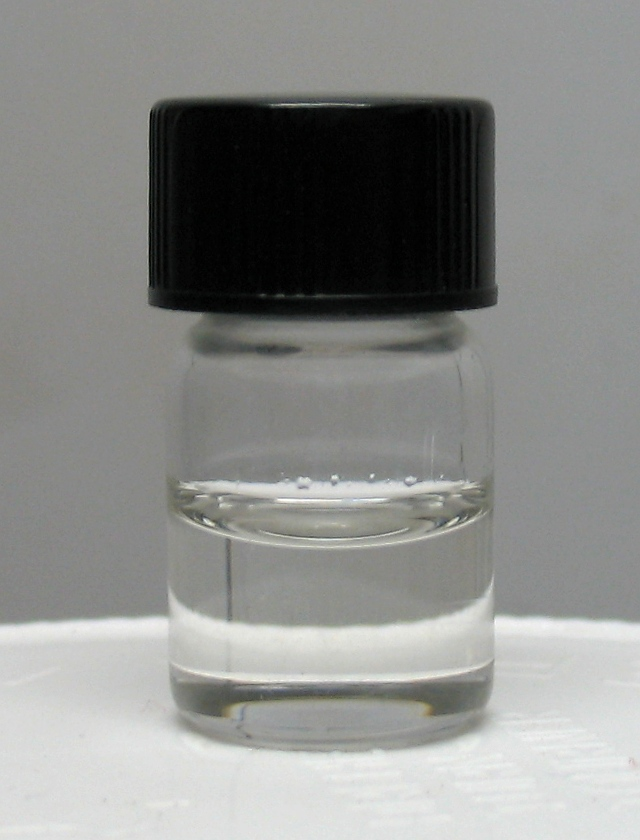
Vzorek ethylendiaminu, jednoduchého ethylenaminu

Ethylenaminy jsou aminy, u kterých jsou aminové skupiny propojeny ethylenovými (-CH2CH2-) skupinami. Obvykle jsou to bezbarvé kapaliny s nízkou viskozitou a typickým aminovým zápachem. Nejčastěji se používají jako základní stavební prvky při přípravě složitějších molekul a při úpravách epoxidových pryskyřic.

## Výroba
Existují dva hlavní způsoby výroby ethylenaminů, reakce 1,2-dichlorethanu (ethylendichloridu) s amoniakem a reduktivní aminace monoethanolaminu. V roce 2001 se vyrobilo asi 385 000 tun ethylenaminů, většina z ethylendichloridu.
Při výrobě z ethylendichloridu jako základní produkt vzniká ethylendiamin. V přebytku ethylendichloridu se původní ethylenaminový řetězec rozšiřuje o jednu ethylenovou jednotku. Koncový alkylchlorid reaguje s amoniakem za tvorby aminu a polyaminový řetězec tak lze dále rozšiřovat. Přidáním polyaminu k původní reakční směsi se navyšuje tvorba polyaminů s delšími řetězci. U této metody je k přeměně aminhydrochloridů na aminy potřeba stechiometrické množství zásady.
V monoethanolaminovém postupu reaguje ethanolamin s amoniakem za přítomnosti katalyzátoru obsahujícího přechodný kov. Tímto procesem vzniká více cyklických produktů než ethylendichloridovým postupem.
U obou metod se vytváří směs několika produktů. Složení této směsi závisí na složení výchozího materiálu; jednotlivé produkty se oddělují destilací. Přidáním polyaminů s kratšími řetězci nebo jejich derivátů mohou být vytvořeny produkty s delšími řetězci.

## Vedlejší produkty
Kromě homologů ethylenaminu se vytváří také vedlejší produkty; například cyklizací chlorethylaminu se tvoří aziridiny a cyklizací sloučenin s dvěma ethylenovými jednotkami vznikají piperaziny.

## Příklady
| Počet atomů dusíku | Název                                                                         | Struktura      | Teplota varu (°C, 100 kPa) |
| ------------------ | ----------------------------------------------------------------------------- | -------------- | -------------------------- |
| 2                  | Ethylendiamin (EDA)                                                           |                | 116,9                      |
| 3                  | Diethylentriamin (DETA)                                                       |                | 206,7                      |
| 3                  | Aminoethylpiperazin (AEP)                                                     |                | 222,1                      |
| 4                  | Triethylentetraamin (lineární TETA)                                           |                | 276,5                      |
| 4                  | Tris(2-aminoethyl)amin (rozvětvený TETA)                                      |                |                            |
| 4                  | N,N'-Bis-(2-aminoethyl)piperazin) (bis-AEP)                                   |                |                            |
| 4                  | N-[(2-Aminoethyl)2-aminoethyl]piperazin)/piperazinoethylethylendiamin (PEEDA) |                |                            |
| 5                  | Tetraethylenpentamin                                                          | Více sloučenin | ~200                       |